# Guriasz (Grosu)
Guriasz, imię świeckie Gheorghe Grosu (ur. 1 stycznia 1877 w Nimoreni, zm. 14 listopada 1943 w monasterze Cernica) – rumuński biskup prawosławny.

## Życiorys
Był synem duchownego prawosławnego, jednak ojca stracił w wieku ośmiu lat i został oddany na wychowanie do monasteru Curchi, gdzie ukończył szkołę podstawową. Następnie ukończył seminarium duchowne w Kiszyniowie i Kijowską Akademię Duchowną. Do rodzinnej Besarabii wrócił w 1902. W tym samym roku złożył wieczyste śluby mnisze z imieniem zakonnym Guriasz, w monasterze Nowy Neamt. Działał w ruchu narodowym Mołdawian besarabskich, poddawanych od dziesięcioleci rusyfikacji. Po rewolucji 1905 roku, gdy władze carskie wyraziły zgodę na realizację pewnych postulatów Rumunów, należał do pierwszych duchownych, którzy w nabożeństwach zaczęli posługiwać się językiem rumuńskim. Był również aktywnym publicystą. Procesy powtórnej rumunizacji w Cerkwi prawosławnej w Besarabii zostały zahamowane po przybyciu do Kiszyniowa biskupa Serafina (Cziczagowa), rosyjskiego monarchisty i konserwatysty. Mnich Guriasz został przeniesiony do eparchii smoleńskiej, gdzie kierował monasterem św. Efrema (jako archimandryta), a następnie do eparchii dońskiej.
Po przyłączeniu Besarabii do Królestwa Rumunii i usunięciu z Kiszyniowa biskupa rosyjskiego, Anastazego, w 1918, został wysunięty przez miejscowe duchowieństwo jako kandydat na nowego biskupa besarabskiego w jurysdykcji Rumuńskiego Kościoła Prawosławnego. Święty Synod Kościoła zdecydował jednak początkowo o powierzeniu katedry biskupowi Huși Nikodemowi, zaś archimandryta Guriasz został wyświęcony na biskupa botoszańskiego, wikariusza eparchii besarabskiej. W 1920 biskup Guriasz objął katedrę besarabską.
Biskup przeprowadził reorganizację struktur Kościoła prawosławnego w Besarabii, po którym katedra kiszyniowska stała się metropolią, której podlegała eparchia białogrodzka i izmaelska, podczas gdy część dawnej rosyjskiej eparchii besarabskiej znalazła się w eparchii chocimskiej, zaliczonej do metropolii bukowińskiej. Po podniesieniu eparchii besarabskiej do rangi metropolii biskup Guriasz został mianowany metropolitą, nastąpiło to w 1928. Prowadził również politykę powtórnej rumunizacji Cerkwi prawosławnej w Besarabii. Odgórnie wprowadził we wszystkich parafiach kalendarz nowojuliański (tzw. nowy styl) oraz liturgiczny język rumuński, także tam, gdzie większość wiernych stanowili Rosjanie.
W 1930 podejmował w Kiszyniowie, na czele delegacji duchowieństwa, króla Karola II. W czasie wizyty, gdy król wszedł do soboru katedralnego, publicznie oznajmił, iż przyjętym jest, by władcy towarzyszyła małżonka; Karol II w tym czasie porzucił już żonę Helenę i związał się z kochanką Magdą Lupescu.
Uważany przez wiernych za znakomitego teologa i kaznodzieję, metropolita pozbawiony był zdolności administracyjnych, powierzał również odpowiedzialne stanowiska w zarządzie eparchii osobom nieodpowiedzialnym, jak również dopuszczającym się nadużyć i budzącym zgorszenie swoją postawą moralną. W 1936, po konflikcie na tle zarządzania finansami metropolii, senator Dumitru Topciu oskarżył biskupa o malwersacje i wykorzystywanie majątku metropolii do celów prywatnych. Komisja badająca sytuację w eparchii stwierdziła nieprawidłowości, ale nie przypisała ich hierarsze. Mimo to w prasie kontynuowano przeciwko niemu kampanię oskarżeń (przypisano mu doprowadzenie do deficytu w wysokości 11 500 000 lei. Minister wyznań religijnych Victor Iamandi zażądał od metropolity zgody na proces sądowy lub odejścia z katedry. Metropolita, który odrzucał stawiane mu zarzuty, zgodził się stanąć przed sądem; na czas trwania postępowania został „tymczasowo zawieszony”. Jego sprawa nigdy nie została ukończona w związku z abdykacją Karola II i zmianami politycznymi w kraju. W 1941 metropolita Guriasz został ostatecznie przeniesiony w stan spoczynku. Dwa lata później zmarł i został pochowany w monasterze Cernica.